# Zalesie (powiat grodziski)
Zalesie – wieś w Polsce położona w województwie mazowieckim, w powiecie grodziskim, w gminie Żabia Wola.
Wieś Zalesie wchodzi w skład sołectwa Wycinki Osowskie.
W latach 1975–1998 miejscowość należała administracyjnie do województwa skierniewickiego.